# Чемпіонат УРСР з легкої атлетики 1966
Чемпіонат УРСР з легкої атлетики 1966 року був проведений в жовтні в Ялті на стадіоні «Авангард».
Пізні строки змагань, поганий стан доріжок і секторів зумовили посередні результати. Лише харків'янка Ніна Маракіна відзначилася рекордним досягненням. Метнувши спис на 55,82 м, вона поліпшила найстаріший, 12-річної давності, рекорд УРСР Надії Коняєвої (55,48 м).
Чемпіонат УРСР з легкоатлетичного кросу був проведений окремо 2 березня в Сімферополі.

## Медалісти

### Чоловіки
| Дисципліни                | Золото                             | Золото    | Срібло | Срібло | Бронза | Бронза |
| ------------------------- | ---------------------------------- | --------- | ------ | ------ | ------ | ------ |
| 100 метрів                | Євген Скорін Львів                 | 10,5      |        |        |        |        |
| 200 метрів                | Федір Панкратов Дніпропетровськ    | 21,8      |        |        |        |        |
| 400 метрів                | Григорій Свербетов Одеса           | 49,1      |        |        |        |        |
| 800 метрів                | Микола Мальцев Запоріжжя           | 1.51,6    |        |        |        |        |
| 1500 метрів               | Іван Кабанов Херсон                | 3.50,6    |        |        |        |        |
| 5000 метрів               | Степан Байдюк Київ                 | 14.02,8   |        |        |        |        |
| 10000 метрів              | Степан Байдюк Київ                 | 29.30,0   |        |        |        |        |
| 110 метрів з бар'єрами    | В'ячеслав Скоморохов Ворошиловград | 14,2      |        |        |        |        |
| 400 метрів з бар'єрами    | В'ячеслав Скоморохов Ворошиловград | 52,1      |        |        |        |        |
| 3000 метрів з перешкодами | Іван Бєляєв Дніпропетровськ        | 8.41,8    |        |        |        |        |
| Марафон                   | Володимир Міщанчук Львів           | 2:27.25,0 |        |        |        |        |
| Ходьба 20 кілометрів      | Борис Яковлєв Київ                 | 1:31.55,2 |        |        |        |        |
| Ходьба 50 кілометрів      | Цезар Ременюк Житомир              | 4:36.26,0 |        |        |        |        |
| Стрибки у висоту          | Анатолій Мороз Бердичів            | 2,06 м    |        |        |        |        |
| Стрибки з жердиною        | Юрій Волков Донецьк                | 4,50 м    |        |        |        |        |
| Стрибки у довжину         | Олександр Хамаза Київ              | 7,58 м    |        |        |        |        |
| Потрійний стрибок         | Геннадій Вовк Київ                 | 16,20 м   |        |        |        |        |
| Штовхання ядра            | Станіслав Триліс Київ              | 17,08 м   |        |        |        |        |
| Метання диска             | Валентин Ковтун Харків             | 55,58 м   |        |        |        |        |
| Метання молота            | Анатолій Бондарчук Рівне           | 65,20 м   |        |        |        |        |
| Метання списа             | Микола Скобін Донецьк              | 69,80 м   |        |        |        |        |
| Десятиборство             | Ігор Мазаєв Харків                 | 7053 очки |        |        |        |        |

### Жінки
| Дисципліни             | Золото                        | Золото     | Срібло | Срібло | Бронза | Бронза |
| ---------------------- | ----------------------------- | ---------- | ------ | ------ | ------ | ------ |
| 100 метрів             | Тетяна Коцар Донецьк          | 11,8       |        |        |        |        |
| 200 метрів             | Лілія Ткаченко Харків         | 25,1       |        |        |        |        |
| 400 метрів             | Генія Марочкіна Ворошиловград | 55,9       |        |        |        |        |
| 800 метрів             | Тамара Дунайська Київ         | 2.08,4     |        |        |        |        |
| 80 метрів з бар'єрами  | Галина Зарубіна Одеса         | 11,1       |        |        |        |        |
| 100 метрів з бар'єрами | Світлана Нестеренко Донецьк   | 14,5       |        |        |        |        |
| Стрибки у висоту       | Марина Кромм Львів            | 1,65 м     |        |        |        |        |
| Стрибки у довжину      | Тетяна Коцар Донецьк          | 6,07 м     |        |        |        |        |
| Штовхання ядра         | Любов Костюченко Харків       | 14,68 м    |        |        |        |        |
| Метання диска          | Любов Кузьміна Київ           | 52,48 м    |        |        |        |        |
| Метання списа          | Ніна Маракіна Харків          | 55,82 м NR |        |        |        |        |
| П'ятиборство           | Валентина Шапкіна Київ        | 4504 очки  |        |        |        |        |

## Чемпіонат УРСР з легкоатлетичного кросу
Чемпіонат УРСР з легкоатлетичного кросу 1966 року був проведений 2 березня в Сімферополі.
Перемогу в командному заліку здобули кросмени Києва.